# Biserica Sfântul Nicolae a fostului schit De sub Piatră
Biserica Sfântul Nicolae a fostului schit De sub Piatră este un monument istoric aflat pe teritoriul satului Pietreni, comuna Costești. În Repertoriul Arheologic Național, monumentul apare cu codul 169280.02.
ref. 1763-1784, 1831 Ridicată de ieromonahul Ștefan al mănăstirii Bistrița, ajutat de Epifanie și Nicodim.Este construită din piatră și cărămidă.Planul de formă dreptunghiulară are absida altarului trilobată, element arhitectural aparte. Pictura a fost realizată de Efrem Zugravul în 1779.
Ctitor: Egumenul Ștefan al Bistriței. Schitul a fost construită întrr 1700-1701. El a fost părăsit de aproape 100 de ani și s-a ruinat, rămânând numai zidul împrejmuitor și fundațiile unora dintre cele câteva chilii (cu unele porțiuni din elevații ce mai păstrează mici fragmente din tencuielile interioare). Probabil după secularizarea averilor mănăstirești, schitul s-a desființat, biserica devenind biserică de mir a satului.

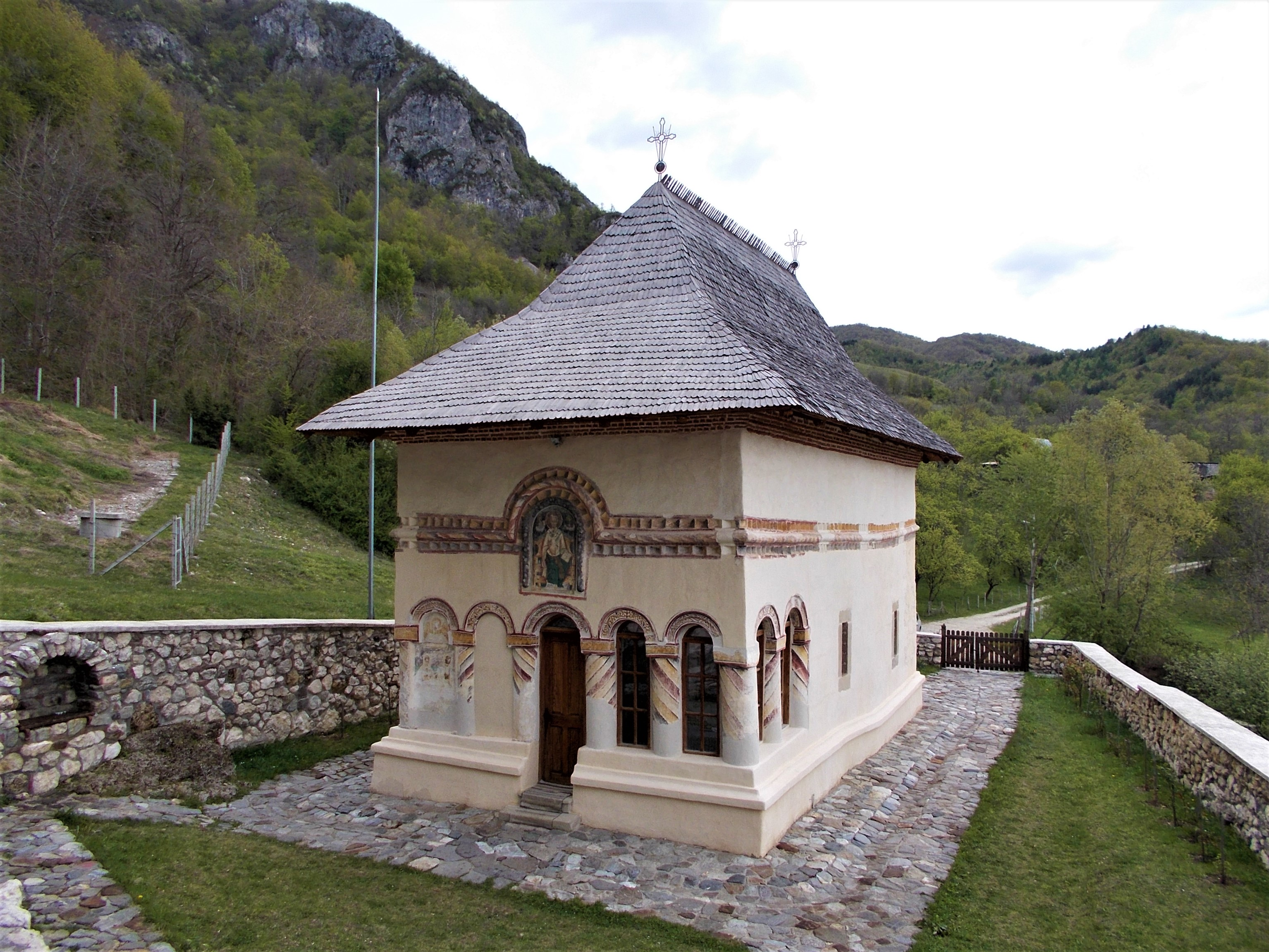
Biserica ”Sf. Nicolae”